# Друго име љубави
Друго име љубави (хрв. Drugo ime ljubavi) je хрватска драмска теленовела која се приказивала од 8. септембра 2019. до 27. маја 2020. године на каналу Нова ТВ.
У Србији се приказивала у току лета 2020. године на каналу Прва српска телевизија.

## Радња
Фатална и немогућа љубав спаја, замало уништи и напослетку спаси двоје људи из потпуно различитих светова. Лола је млада жена која очајнички тражи свог изгубљеног сина и бежи од тешке прошлости у којој је посесивно покушава задржати проблематични Игор, отац њеног сина. Након 10 година коначно налази поуздан траг о сину, али да би га вратила мора се одрећи свега па чак и свог имена. Опасан план додатно ће закомпликовати неочекивана љубав према Саши, наизглед савршеном мушкарцу.

## Улоге
| Глумац              | Лик             |
| ------------------- | --------------- |
| Елизабета Бродић    | Долорес Прпић   |
| Момчило Оташевић    | Саша Крпан      |
| Славко Собин        | Игор Шарић      |
| Власта Рамљак       | Јулија Крпан    |
| Линда Бегоња        | Марија Крпан    |
| Владимир Посавец    | Карло Крпан     |
| Еција Ојданић       | Нада Прпић      |
| Мартина Стјепановић | Јелена Рамљак   |
| Катарина Бабан      | Тамара Рамљак   |
| Марко Тодоровић     | Лука Крпан      |
| Арија Ризвић        | Маја Крпан      |
| Олга Пакаловић      | Кармела Батинић |
| Мислав Чавајда      | Иван Батинић    |
| Јагода Кумрић       | Ирена Новосел   |
| Барбара Роко        | Ксенија Колар   |
| Маја Јурић          | Валентина Колар |
| Константин Хаг      | Горан Шарић     |
| Стјепан Перић       | Бруно Бошњак    |
| Драган Веселић      | Миро Милас      |
| Дадо Ћосић          | Роби            |
| Марко Петрић        | Филип Светић    |
| Филип Шпољар        | Роко Рамљак     |
| Борна Фадљевић      | Петар Батинић   |
| Франка Кларић       | Ана Томић       |
| Славко Јурага       | Марко Рамљак    |
| Младен Вулић        | Божидар Новосел |

## Међународно приказивање
| Држава              | Телевизија |
| ------------------- | ---------- |
| Хрватска            | Нова ТВ    |
| Босна и Херцеговина | Нова БХ    |
| Црна Гора           | Прва ЦГ    |
| Северна Македонија  | Сител      |
| Србија              | Прва ТВ    |